# Sześciostrzałowiec
Sześciostrzałowiec (ang. Six Shooter) – irlandzko-brytyjski film krótkometrażowy z 2004 roku w reżyserii i na podstawie scenariusza Martina McDonagha. Zdjęcia kręcono w Irlandii, w hrabstwach Wexford i Kilkenny.

## Nagrody i nominacje
Film otrzymał szereg nagród i nominacji w tym:
| Nazwa nagrody | Wygrane                                                      | Nominacje    |
| ------------- | ------------------------------------------------------------ | ------------ |
| Oscar         | 2006 Najlepszy krótkometrażowy film aktorski Martin McDonagh | 2006 wygrana |